# Zonas protegidas de Queensland
Queensland es el segundo más grande de los estados continentales de Australia. Contiene 470 áreas protegidas separadas que cubren un total de 69.388 km² (4,02% del territorio del estado). 216 de ellos son parques nacionales, que representa el más alto número de parques de todos los estados o territorios de Australia, totalizando 65.871 km² (3,81% del territorio del estado). También hay otros siete parques nacionales científicos que totalizan 522 km² adicionales.

## Parques nacionales de Queensland
| Alton                                     | Aguadulce                     | Arroyo Davies              |
| Arroyo Eudlo                              | Arroyo María                  | Arroyo Reliance            |
| Arroyo Ferntree                           | Bahía Bowling Green           | Bahía Cedro                |
| Bahía Ella                                | Bendidee                      | Blackbraes                 |
| Blackwood                                 | Bladensburg                   | Boodjamulla                |
| Bosque Epping                             | Bosque Guarida                | Bulleringa                 |
| Burleigh Head                             | Byfield                       | Cabo Hillsborough          |
| Cabo Melville                             | Cabo Palmerston               | Cabo Upstart               |
| Cataratas de Mapleton                     | Cataratas de Millstream       | Cavernas Chillagoe-Mungana |
| Cavernas de Camooweal                     | Cavernas del Monte Etna       | Cayos Capricornia          |
| Colina Oeste                              | Conondale                     | Conway                     |
| Corales Swain                             | Costa Burrum                  | Costa Capricornio          |
| Crows Nest                                | Cudmore                       | Culgoa Floodplain          |
| Currawinya                                | D'Aguilar                     | Daintree                   |
| Dalrymple                                 | Deepwater                     | Desierto Simpson           |
| Diamantina                                | Dipperu                       | Dos Islas                  |
| Dryander                                  | Dularcha                      | Edmund Kennedy             |
| Erringibba                                | Eungella                      | Eurimbula                  |
| Fairlies Knob                             | Fuerte Lytton                 | Garganta Barron            |
| Garganta Cania                            | Garganta Hoyo del Infierno    | Garganta Isla              |
| Garganta Porcupine                        | Garganta Tully                | Goneaway                   |
| Goodedulla                                | Gran Arenosa                  | Gran Muro de Basalto       |
| Grupo Denham                              | Grupo Flinders                | Grupo Frankland            |
| Grupo Howick                              | Grupo Isla Barnard            | Grupo Sir Charles Hardy    |
| Grupo Tortuga                             | Homevale                      | Idalia                     |
| Isla Bribie                               | Isla Cliff                    | Isla Curtis                |
| Isla Fitzroy                              | Isla Gloucester               | Isla Hinchinbrook          |
| Isla Holbourne                            | Isla Lagarto                  | Isla Magnética             |
| Isla Moreton                              | Isla Ninfa                    | Isla Nordeste              |
| Isla Orfeo                                | Isla Posesión                 | Isla Quoin                 |
| Isla Repulse                              | Isla Restauración             | Isla Santa Helena          |
| Isla Sur                                  | Isla Tope Redondo             | Isla Verde                 |
| Isla Ganado Salvaje                       | Islas Brampton                | Islas Broad Sound          |
| Islas Brook                               | Islas Claremont               | Islas Cumberland del Sur   |
| Islas Esperanza                           | Islas Familia                 | Islas Forbes               |
| Islas Lindeman                            | Islas Molle                   | Islas Newry                |
| Islas Northumberland                      | Islas Piper                   | Islas Saunders             |
| Islas Smith                               | Tres Islas                    | Islas Whitsunday           |
| Islas de la Bahía Keppel                  | Islas de la Bahía Moreton Sur | Isletas Rocosas            |
| Japoon                                    | Kondalilla                    | Lago Azul                  |
| Lago Bindegolly                           | Lagos Coalstoun               | Lagos Cráter               |
| Lakefield                                 | Lamington                     | Las Palmas                 |
| Littabella                                | Lochern                       | Lumholtz                   |
| Mariala                                   | Mazeppa                       | Meseta Blackdown           |
| Meseta Hann                               | Michaelmas y Cayos Upolu      | Montaña Clump              |
| Montaña Glasshouses                       | Montaña Negra                 | Montañas Blancas           |
| Montañas Bunya                            | Montes Chesterton             | Montes de Hierro           |
| Cadena Principal                          | Colinas Minerva               | Montes Moresby             |
| Montes Narrien                            | Montañas Paluma               | Montes Pico                |
| Montes Rundle                             | Montes Serpiente              | Montes Wondul              |
| Monte Aberdeen                            | Monte Archer                  | Monte Bauple               |
| Monte Chinghee                            | Monte Colosseum               | Monte Cook                 |
| Monte Coolum                              | Monte Hypipamee               | Monte Jim Crow             |
| Monte Martin                              | Monte O'Connell               | Monte Ossa                 |
| Monte Pinbarren                           | Monte Walsh                   | Monte Webb                 |
| Moorrinya                                 | Mowbray                       | Mungkan Kandju             |
| Nicoll Scrub                              | Noosa                         | Nuga Nuga                  |
| Palmagrove                                | Pantano Eubenangee            | Pantano Hasties            |
| Pantanos de la Bahía Halifax              | Picos Grises                  | Cumbres Kroombit           |
| Picos Moogerah                            | Picos Pionero                 | Pipeclay                   |
| Planicies de Astrebla                     | Planicies de cuarenta Millas  | Playa Kurrimine            |
| Poona                                     | Praderas Venman               | Precipicio                 |
| Ravensbourne                              | Rocas Palmerston              | Ruta del Topacio           |
| Río Auburn                                | Río Endeavour                 | Río Hull                   |
| Río Mooloolah                             | Río Russell                   | Río Staaten                |
| Errk Oykangand (ant. Ríos Mitchell-Alice) | Sandbanks                     | Sarabah                    |
| Southwood                                 | Springbrook                   | Starcke                    |
| Sundown                                   | Tamborine                     | Tarong                     |
| Taunton                                   | Thrushton                     | Torre del Castillo         |
| Tregole                                   | Triunia                       | Undara Volcánico           |
| Welford                                   | Wooroonooran                  | Yungaburra                 |